# Teriflunomida
Teriflunomida (A77 1726) é um metabólito ativo da leflunomida. Está em estudos clínicos para o tratamento de esclerose múltipla. A molécula é propriedade da Sanofi-Aventis.

## Como funciona a teriflunomida?
Ainda não está totalmente claro como a teriflunomida (Aubagio) atua, mas sabemos que ela ajuda a reduzir a inflamação. Normalmente, nosso sistema imunológico cria células chamadas células T, responsáveis por combater vírus e bactérias. No entanto, na esclerose múltipla, acredita-se que essas células acabem atacando a camada protetora dos nervos, conhecida como mielina, presente no cérebro e na medula espinhal. A teriflunomida impede que as células T cheguem até essas regiões, prevenindo danos aos nervos.